# جاك أفيد

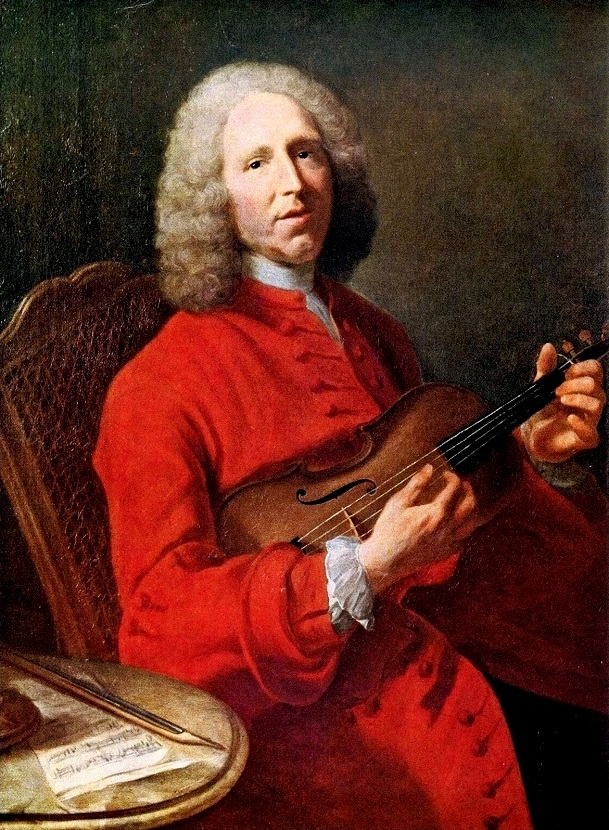
جان فيليب رامو، لجاك أفيد.

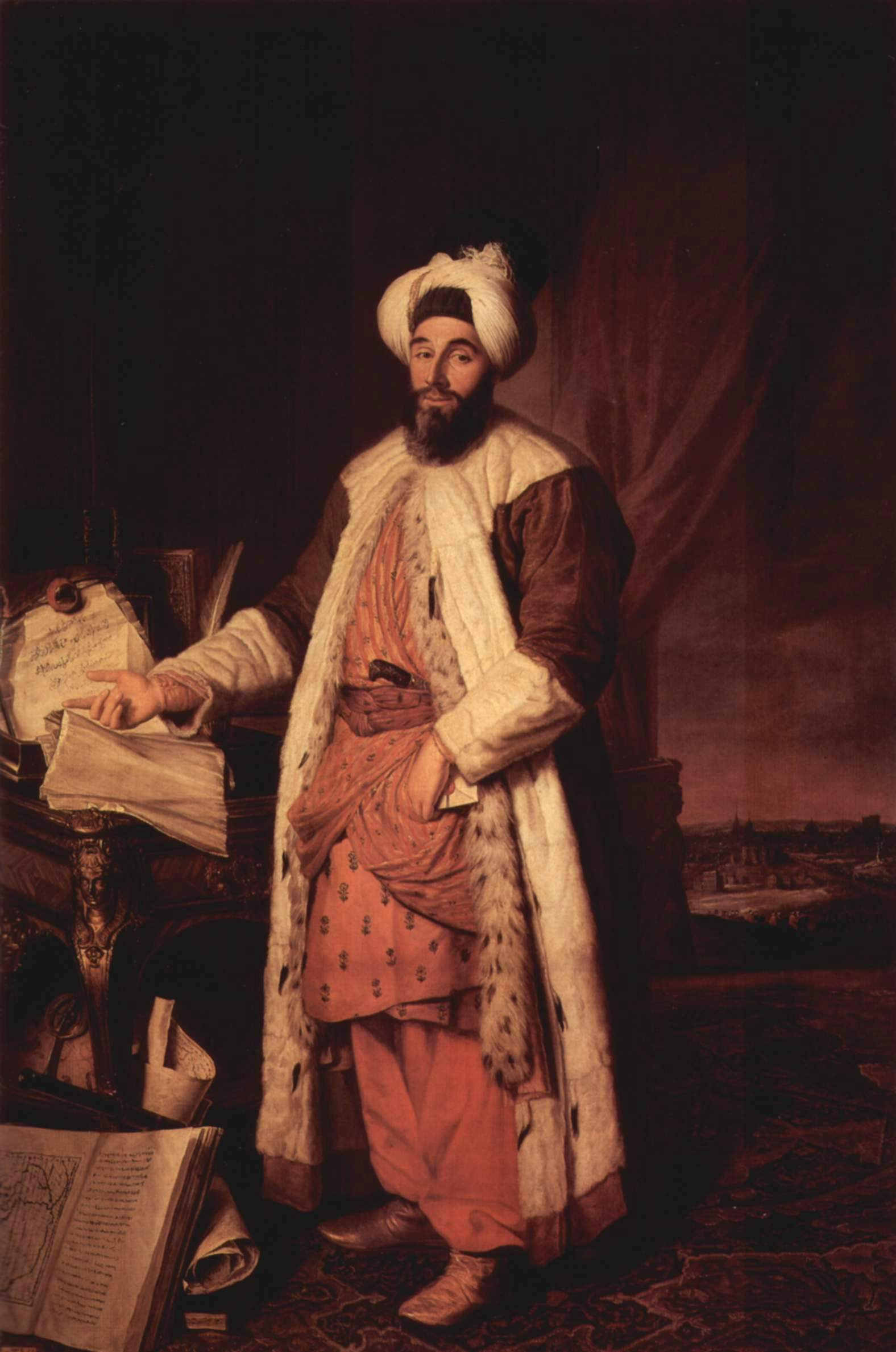
يرميسقز محمد سعيد باشا في باريس عام 1742. جاك أفيد، اللوفر أبوظبي.

جاك أندريه جوزيف أفيد (12 يناير 1702 - 4 مارس 1766)، يسمى أيضا لو كاميلوت و أفيد لو باتاف، رسام فرنسي من القرن الثامن عشر وأحد رواد ورسامي البورتريه وفن روكوكو الفرنسي. قام رفقة فنانين آخرين برسم لوحة لسفير الإمبراطورية العثمانية إلى فرنسا في عام 1742، يرميسقز محمد سعيد باشا.
كان والده طبيبا وعاش اليتم وهو طفل صغير. تربى في أمستردام على يد أحد أعمامه، الذي كان قائدا في الجيش الهولندي.
بعد دورة تدريبه في أمستردام مع فرانسوا بويتارد وبرنارد بيكارت، بدأ جاك أفيد العمل في باريس لصالح ألكسيس سيمون بيل في عام 1721. التحق في وقت لاحق بالأكاديمية الملكية للرسم والنحت في عام 1731 وعين مستشارا بعد تخرجه في عام 1734. وفي عام 1759، شارك في معرضه الأخير. في عام 1753 أصبح عضوا في النادي الأكاديمي كونفريري بيكتورا.
كتاجر وجامع للفنون، كان يملك واحدة من أهم المجموعات الفنية مع بض الأعمال الأخرى من قبل الفنانين الإيطاليين والفرنسيين وخاصة الهولنديين. تم بيع هذه المجموعة في المزاد العلني في عام 1766.

## أشهر تلامذته
كارلي فان لو، فرانسوا بوشيه، دومونت لو رومين وتشاردين.